# Romeinse villa Groot Haasdal-Billich
De Romeinse villa Groot-Haasdal-Billich, ook wel Op den Billich genoemd, is een terrein met een of twee Romeinse villa's in de gemeente Beekdaelen in de Nederlandse provincie Limburg. De villa was van het type villa rustica en behoort tot de tientallen Romeinse villacomplexen die op de Zuid-Limburgse lössgronden (deels) zijn opgegraven.

## Ligging
De restanten van de villa bevinden zich in een tweetal velden ten zuidoosten van Haasdal, waarvan het meest noordelijke lokaal bekend is als Op den Billich en het andere direct grenst aan de noordzijde van het Ravensbosch. Het veld loopt in zuidwaartse richting af naar het dalletje van een kleine beek (de Strabeek).
Ongeveer 2 kilometer zuidelijker liep destijds de Via Belgica, de belangrijke heirweg van Tongeren (Atuatuca Tungrorum) via Maastricht (Mosa Trajectum) en Heerlen (Coriovallum) naar Keulen (Colonia Claudia Ara Agrippinensium). Zo'n 1500 meter zuidwestelijker lag de Romeinse villa Valkenburg-Vogelenzang, ongeveer 1200 meter zuidelijker de Romeinse villa Valkenburg-Bosstraat, circa 1500 meter zuidoostelijker de Romeinse villa Valkenburg-Heihof en zo'n 800 meter naar het noordoosten de Romeinse villa Steenland.

## Geschiedenis
In 1870 is de villa gedeeltelijk opgegraven door de priester en amateurarcheoloog Jozef Habets. Daarbij zouden door omwonenden de meeste platte hardstenen vloertegels van de villa zijn weggenomen.
In 1907 werd de kelder van de villa opnieuw opgegraven door de Leidse archeoloog prof. dr. Jan Hendrik Holwerda en de Limburgse priester-archivaris-historicus en archeoloog dr. Willem  Goossens, waarbij nog enkele stukken vloertegels gevonden werden. De muren van de kelder waren nog grotendeels bewaard gebleven tot een hoogte van 1,5 tot 2 meter en hadden een breedte van 60 tot 70 centimeter. Aan de zuidzijde lag het maaiveld lager waardoor de restanten van de villa daar sterker aangetast waren.
Ook in 1976 en 2004 hebben op het terrein opgravingen plaatsgevonden.
Sinds 1987 is het terrein beschermd als rijksmonument.

## Vondsten
Naast de fundamenten, vloer en muurwerk heeft men in het terrein ook munten, fragment(en) van een loden doodskist, aardewerkfragmenten, dakpanfragmenten en fragmenten van hypocausttegels gevonden. Door de vondst van dat laatste is er het vermoeden dat er mogelijk een badgebouw is geweest.
Op zo'n 10 meter ten noorden van de villa is waarschijnlijk een Romeins pad gevonden. Dit bestond uit een strook van vier meter breed van gemengde grond op Romeins niveau
Op zo'n 400 meter ten zuidoosten van het villaterrein zijn bij het klooster Ravensbosch tijdens een opgraving vijf stenen sarcofagen gevonden die vermoedelijk behoren bij een Romeinse tempel.

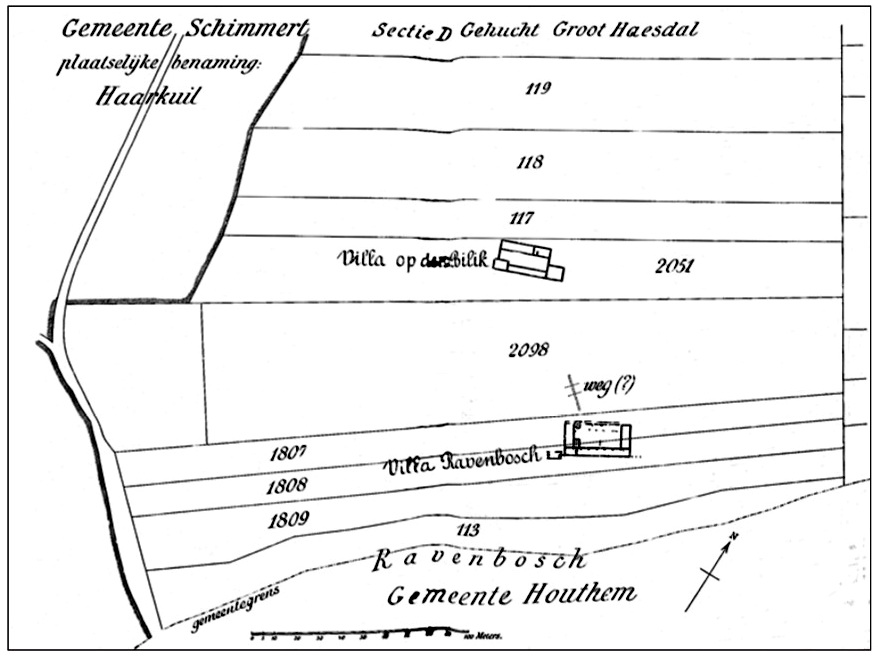
De opgraving van Holwerda en Goossens, gepubliceerd in 1908